# Fondellol
El fondellol (conegut històricament i internacionalment com a vi d'Alacant o simplement Alacant) és un vi dins la categoria dels vins rancis (anyencs, generosos) elaborat a les comarques meridionals valencianes exclusivament amb raïms de la varietat monastrell. Es caracteritza per una alta graduació, d'uns 18°, si bé, a diferència dels vins fortificats (com el xerès o el porto o el madeira), tota la graduació procedeix del sucre existent en el raïm. Aquest vi va tenir una gran fama des del segle xv, però per diverses circumstàncies a principi de segle xx va estar a punt de desaparèixer. Actualment està recuperant gran part del seu prestigi. Pertany a la Denominació d'Origen Alacant.

## Característiques
El fondellol té un to que va del violaci a l'ambre amb tons de teula a mesura que envelleix. És abocat o lleugerament dolç amb aromes de pansa i fusta noble. La graduació alcohòlica és alta, entre 16° i 18°. Per les seues característiques organolèptiques és especialment recomanat com a vi de postres o per a aperitius.

## Elaboració[calcitació]
Es deixa madurar en excés el raïm a la vinya abans de la verema per a després assecar-la durant almenys un parell de setmanes. Després d'això s'inicia la fermentació, en la qual la pell està en contacte amb el vi entre vint i trenta dies. Quan aquesta ha finalitzat s'introdueix en bótes de roure d'aproximadament 1.500 litres, denominades específicament tonells. Si el vi obtingut és de gran qualitat, se n'omple un barril buit. En cas contrari, s'usa per a omplir barrils amb vins d'altres anyades. El procés de criança ha de durar de 20 a 25 anys, període després del qual surt al mercat.

## Història[calcitació]
Antigament aquest vi es produïa a les vinyes existents a l'antiga Horta d'Alacant, en les localitats de Mutxamel i Sant Joan d'Alacant i en les partides de la Condomina, Orgègia, Fabraquer, Ravalet i Benimagrell de la mateixa ciutat d'Alacant. Actualment aquestes vinyes han desaparegut per la pressió urbanística i la producció de fondellol s'ha traslladat a l'interior alacantí, on s'elabora a les comarques de l'Alt Vinalopó i Vinalopó Mitjà, en localitats com Monòver, el Pinós o Villena.
L'origen del fondellol se situa en el tradicional sistema d'arrendament de terres pels agricultors, conegut com a emfiteusi. Aquest consisteix en el fet que, mentre les vinyes existents en el terreny quan va ser arrendat estiguessin en producció, els drets d'explotació d'aquest seguien estant en mans de l'arrendatari. Això feia que els agricultors no arrenquessin els ceps vells per poder seguir gaudint d'aquestes terres, tot i que deixaven la recol·lecció d'aquestes vinyes per al final de la temporada. Això era a causa que, per la seua menor producció, no era rendible la contractació de peons per recol·lectar-les, fent-ho de manera familiar a la fi de la collita. Aquesta manera de procedir tenia com a conseqüència una sobremaduració del raïm al cep que proporcionava una gran quantitat de sucres que li atorgaven personalitat al vi. Per remarcar encara més aquest fet, després de la recol·lecció dels raïms es deixaven assecar durant un parell de setmanes al sol sobre uns canyissos que s'estenien a sobre del safareig (espècie de terrassa existent en els cellers tradicionals). Després de la fermentació, que s'allargava gairebé fins a la primavera, s'obtenia un brou d'uns 18° que era utilitzat per omplir els barrils que contenien antigues partides de fondellol, els quals havien estat buidats en un terç per a la seua comercialització. D'aquest fet precisament és d'on obté el seu nom el vi, ja que era obtingut del fons dels barrils que posteriorment eren reblats amb la nova collita.
En el segle XVI apareix vinculada l'elaboració del vi a famílies de la noblesa alacantina com els Pasqual i els nouvinguts Escòcia; poc temps després (principis del segle XVII) són els Ansaldo, els Borunguñó i els Canicia i ja en el segle xviii apareixen els Marbeuf, els Spering o els Caturla.
Fins al segle xix, el fondellol va ser reconegut al món sencer com a vi de qualitat, i Alacant com a gran centre productor i exportador de vi. Així ho demostren nombroses referències literàries en obres de William Shakespeare, Alexandre Dumas (pare), Emilio Salgari, Fiódor Dostoievski o Daniel Defoe.
| «                                          | —Vol prendre alguna cosa: un got de xerès, de porto, de vi d’Alacant? —De vi d’Alacant, si no li fa res, és el meu vi predilecte. —En tinc d’excel·lent. Amb un bescuit, ¿oi? —Amb un bescuit, si insisteix. [...] El comte va omplir un got i va abocar en el segon només unes gotes del robí líquid que contenia l’ampolla, completament coberta per les teranyines i la resta de senyals que indiquen la vellesa d’un vi amb més seguretat que no pas les arrugues l'edat d’un home. El major no es va confondre de got: va agafar el ple i un bescuit. | » |
| — Alexander Dumas, El comte de Montecristo | |   |

| «                               | Però, sobretot, ara que s'acostava l’època d’assecar el raïm, vaig penjar al sol una quantitat tan gran de gotims que, si haguéssim sigut a Alacant, on produeixen les panses de sol, jo diria que n’hauríem pogut omplir seixanta o vuitanta tonells, i és que el raïm, i també el pa, era una part fonamental de la nostra dieta, i molt bo per a la salut, ja us ho dic jo, perquè és molt i molt nutritiu. | » |
| — Daniel Defoe, Robinson Crusoe | |   |

| «                                             | —Bah, —disse— mi consolerò con questo deliziosissimo Alicante. Sentite che profumo, compare? La signora marchesa di Montelimar sa dove fare i suoi acquisti. Su, bevete e passate. Volete farmi morire di sete? | » |
| — Emilio Salgari, Il figlio del Corsaro Rosso | |   |

### Ocàs
Quan, a finals de segle xix, la fil·loxera va arrasar les vinyes franceses, l'exportació de vi d'Alacant es va multiplicar per a satisfer la demanda del continent. Això va fer que es produís més quantitat de vi jove per a aprofitar la conjuntura, i es va disminuir la quantitat de litres de vins dedicats a la criança del fondellol, que produïa uns beneficis més a llarg termini. Quan la fil·loxera va fer acte de presència a les terres alacantines (1907), Alacant va viure dècades de crisi i baixa activitat. Després, les guerres civils i mundials van impossibilitar-ne la recuperació.

### Ressorgiment
El ressorgiment del fondellol s'obre a la dècada dels cinquanta. Primitiu Quiles, el celler més antic d'Alacant, va recuperar de manera significativa la producció amb les mares de 1948, tot i que encara conservava la de 1892, actualment encara en producció. Finalment, en la dècada dels seixanta, Eleuterio Llorca (descendent del polític alacantí Joan Maisonnave) va heretar una bóta de fondellol de l'any 1871. Després d'una trobada casual amb Salvador Poveda (cellerer de Monòver), van decidir produir fondellol utilitzant eixe tonell. A hores d'ara, el fondellol es continua produint en diversos cellers de les comarques del Vinalopó, des d'on se serveix a mercats com el nòrdic o el rus.